# Faune A. Chambers

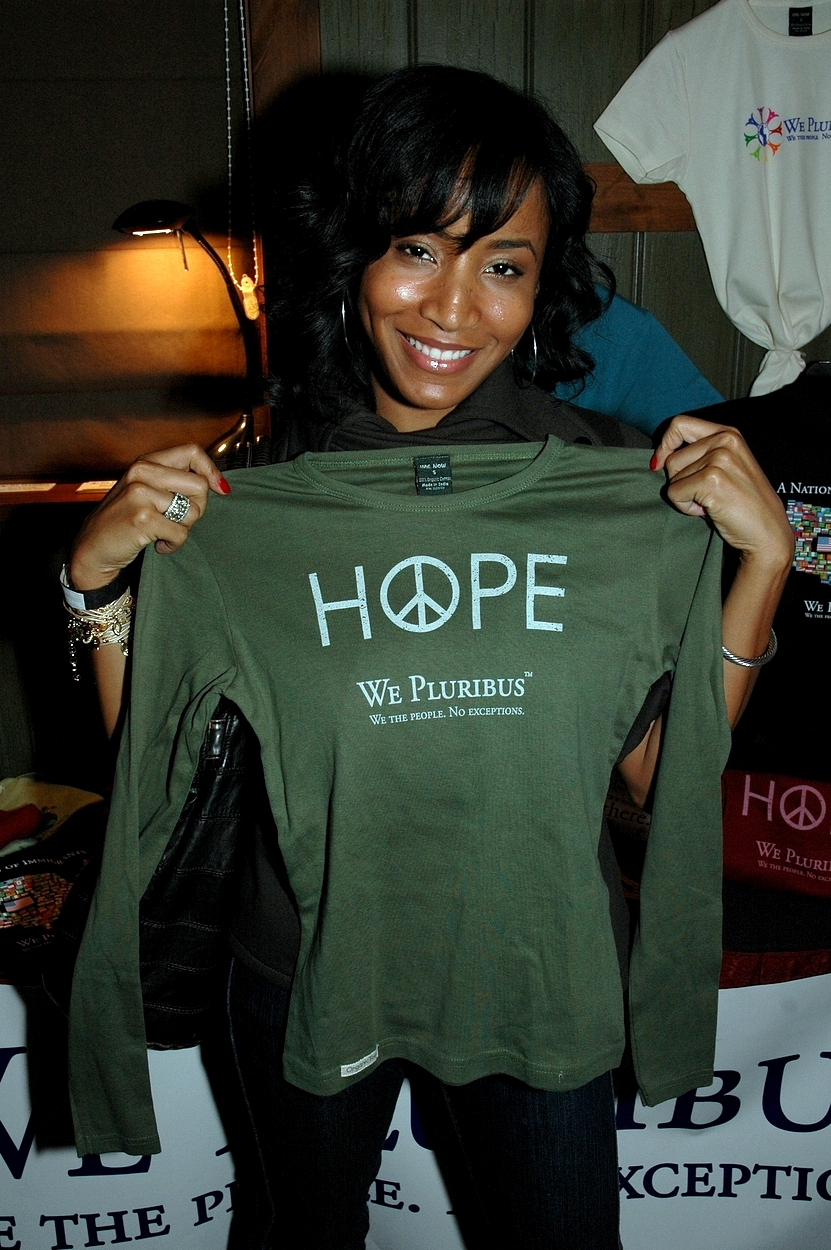
Faune Alecia Chambers, 2008

Faune Alecia Chambers (* 23. September 1976 in Florida) ist eine US-amerikanische Schauspielerin.

## Leben
Faune Alecia Chambers wurde in Florida geboren und fing mit dem Tanzen an, als sie drei Jahre alt war. Sie zog im Alter von neun Jahren mit ihrer Familie nach Virginia, wo sie an diversen Tanz- und Gymnastikwettbewerben teilnahm. Sie nahm Unterricht bei der Atrium Dance Company, die von Christine Grogis geleitet wird. Später zog Chambers mit ihrer Familie nach Atlanta, Georgia, wo sie die North Atlanta High School besuchte und ihre Tanzausbildung bei den Warners Studios fortsetzte. Nach dem High-School-Abschluss ging Chambers an das Spelman College, wo sie sich eine Medizinausbildung erhoffte, die sie aber nach einem erfolgreichen Casting für Prince nicht aufnahm. Um bei Prince mitspielen zu können, zog Chambers nach Los Angeles.
Zu Beginn ihrer Karriere hatte Chambers meist Rollen als Tänzerin. So hatte Chambers ihren ersten Auftritt 1999 als Tänzerin im zweiten Austin-Powers-Film Austin Powers – Spion in geheimer Missionarsstellung, auch im dritten Film Austin Powers in Goldständer wirkte sie als Tänzerin. Größere Rollen hatte sie 2004 in einer der Fortsetzungen zum Cheerleading-Film Girls United, Girls United – Again, und ebenfalls 2004 in White Chicks sowie 2007 in Fantastic Movie. Hinzu kamen Gastauftritte in verschiedene Fernsehserien wie Psych und Dr. House.
Chambers ist die Verlobte von Fonzworth Bentley.

## Filmografie (Auswahl)
- 1999: Austin Powers – Spion in geheimer Missionarsstellung (Austin Powers: The Spy Who Shagged Me)
- 2000: Beautiful
- 2000–2001: Nikki (Fernsehserie, 3 Folgen)
- 2002: Save the Last Dance
- 2002: Like Mike
- 2002: Austin Powers in Goldständer (Austin Powers in Goldmember)
- 2004: Girls United Again (Bring It On Again)
- 2004: Breakin’ All the Rules
- 2004: White Chicks
- 2006: Liebe und Eis 2 (The Cutting Edge: Going for the Gold)
- 2006: Las Vegas (Fernsehserie, Folge 3x14)
- 2007: Fantastic Movie (Epic Movie)
- 2008: Show Stoppers
- 2008: Psych (Fernsehserie, Folge 3x09 Es begab sich aber zu der Zeit … viel zu viel!)
- 2008: Der seltsame Fall des Benjamin Button (The Curious Case of Benjamin Button)
- 2009: Dr. House (House, Folge 5x19 Eingeschlossen)
- 2010: Krews